# Кошути (Слупецький повіт)
Кошути (пол. Koszuty) — село в Польщі, у гміні Слупца Слупецького повіту Великопольського воєводства.
Населення — 481 особа (2011).
У 1975-1998 роках село належало до Конінського воєводства.

## Демографія
Демографічна структура станом на 31 березня 2011 року:
|          | Загалом | Допрацездатний вік | Працездатний вік | Постпрацездатний вік |
| -------- | ------- | ------------------ | ---------------- | -------------------- |
| Чоловіки | 238     | 46                 | 164              | 28                   |
| Жінки    | 243     | 49                 | 141              | 53                   |
| Разом    | 481     | 95                 | 305              | 81                   |